# Prússia Occidental
|  | Per a altres significats, vegeu «regió de Prússia Occidental». |

Prússia Occidental (en alemany: Westpreußen; en polonès: Prusy Zachodnie) va ser una província del Regne de Prússia de 1773 a 1824 i de 1878 a 1918, que va ser creada a partir de la província polonesa de Prússia Reial. Després de 1918, la seva regió central es va convertir en el Corredor polonès de la Segona República Polonesa, i en la Ciutat Lliure de Danzig, mentre que les regions que varen romandre amb la República de Weimar es van convertir, juntament les restes de la província de Posen, en la nova província de Posen-Prússia Occidental o es van unir a la Prússia Oriental, com la Regierungsbezirk de Prússia Occidental. Entre 1939 i 1945 el territori va ser inclòs a l'interior del Reichsgau de Danzig-Prússia Occidental, després de la Segona Guerra Mundial es va convertir en part de Polònia. En l'actualitat, el territori de l'ex-Prússia Occidental està dividit entre el voivodat de Pomerània i Voivodat de Cuiàvia i Pomerània a Polònia.
La denominació Prússia Occidental també és utilitzada com un nom general per a la regió en el context històric que comprèn des del segle xiii fins a 1945. Habitada pels prussians i els pomeranis durant l'edat mitjana, la població es va barrejar al llarg dels segles amb les immigracions d'alemanys, polonesos, eslovincis, caixubis, hugonots, mennonites i jueus, entre d'altres.

## Història
A la Guerra dels Tretze Anys, els pobles de Pomerèlia i Prússia Occidental es van revoltar contra els Cavallers teutons i van buscar l'ajuda del rei Casimir IV Jagelló de Polònia. Per a la Pau de Thorn de 1466, Pomeràlia i Prússia Occidental es van convertir en província polonesa de Prússia Reial, de manera que va rebre diversos drets especials, en particular a Gdańsk. Prússia Reial es va convertir en part de la República de les Dues Nacions al 1569 i va retenir un autogovern per part dels nadius prussians. Prússia Oriental, d'altra banda, va romandre amb els Cavallers Teutons que van ser reduïts a vassalls de Polònia per la Pau de Thorn. Aquest territori es va convertir en Ducat de Prússia en el 1525 i va deixar de banda el protectorat polonès amb el Tractat de Wehlau en el 1657.
Gran part de Prússia Reial va ser annexada pel Regne de Prússia en la Primera partició de Polònia i va esdevenir la Província de Prússia Occidental l'any següent, amb l'excepció de Vàrmia, que es va convertir en part de Prússia Oriental. El rei Frederic II el Gran ràpidament va començar amb la millora de la infraestructura del nou territori. El codi legal i administratiu polonès va ser reemplaçat pel sistema prussià i es va millorar l'educació: es van construir 750 escoles entre 1772 i 1775. Tant els professors protestants com els catòlics ensenyaven a Prússia Occidental i, igual que els administradors, eren motivats en ser capaços de parlar en alemany i en polonès.
També es va aconsellar als seus successors aprendre polonès, una política seguida per la dinastia Hohenzollern fins que Frederic III va decidir no permetre a Guillem II aprendre l'idioma. Tanmateix, Frederic veia amb preocupació a molts dels seus nous súbdits. No tenia més que menyspreu cap a l'Szlachta, l'àmplia noblesa polonesa, i va escriure que Polònia tenia "el pitjor govern a Europa, amb l'excepció de  Turquia". Considerava Prússia Occidental tan incivilitzada com la Canadà colonial. i comparava als polonesos amb els iroquesos. En una carta, Frederic va escriure sobre la província que "és una adquisició molt bona i avantatjosa, tant des d'un punt de vista financer com polític. Per provocar menys enveja, li dic a tots que en els meus viatges he vist només sorra, pins, erms i jueus. malgrat això, hi ha molta feina per fer, no hi ha ordre ni planificació, i els pobles es troben en una situació lamentable." Frederic va convidar a immigrants alemanys perquè desenvolupessin la província, encara que també amb l'objectiu de desplaçar els polonesos. Molts oficials alemanys també veien als polonesos amb menyspreu.